# Joseph Parayre
Joseph Parayre, né le 9 novembre 1893 à Céret (Pyrénées-Orientales) et mort le 10 septembre 1940 dans la même ville, est un homme politique français.

## Biographie
Fils d'un caissier de la Caisse d'épargne, Joseph Parayre obtint sa licence en droit à la faculté de Toulouse, puis il prit une charge d'avoué dans sa ville natale à Céret.
Il est déjà conseiller général quand il est élu député SFIO des Pyrénées-Orientales, en 1931 par 7.531 voix sur 12.837 votants, au second tour.
À la Chambre, Parayre ne tarda pas à faire figure de spécialiste des problèmes viticoles. S'étant fait connaître dès 1932 par un grand nombre
de propositions de loi ou de résolution - tendant par exemple à faciliter l'ouverture de salles de dégustation de vins, à protéger les vins doux naturels, etc. - il fut tout naturellement chargé ensuite des rapports sur ces affaires viticoles. On lui doit également, à la même époque, une proposition de loi tendant à modifier les droits de douane applicables aux manches de fouets.
Réélu en 1932 et 1936, il passe au Sénat le 26 juillet 1937, il se présente et passe au second tour, péniblement, par 262 voix sur 502 suffrages exprimés.
Inscrit au groupe républicain, membre de la commission de la marine, de la commission des douanes et de celle des affaires étrangères, il borne son action au Luxembourg au dépôt d'assez nombreuses questions écrites.
Il est vrai qu'en 1939, il est requis par une grande tâche à laquelle il prend une part éminente : l'accueil des réfugiés espagnols.
Le 10 juillet 1940, il est malade et ne peut pas prendre part au vote des pleins pouvoirs au maréchal Pétain. Il meurt quelques semaines plus tard.

## Mandats

### Mandats parlementaires
- 1931-1938 : député des Pyrénées-Orientales
- 1937-1940 : sénateur des Pyrénées-Orientales

### Mandats locaux
- 1928-1940 : Conseiller général des Pyrénées-Orientales